# Myiagra cyanoleuca
Myiagra cyanoleuca е вид птица от семейство Monarchidae.

## Разпространение
Видът е разпространен в Австралия, Индонезия и Папуа Нова Гвинея.